# Zbigniew Staszyszyn

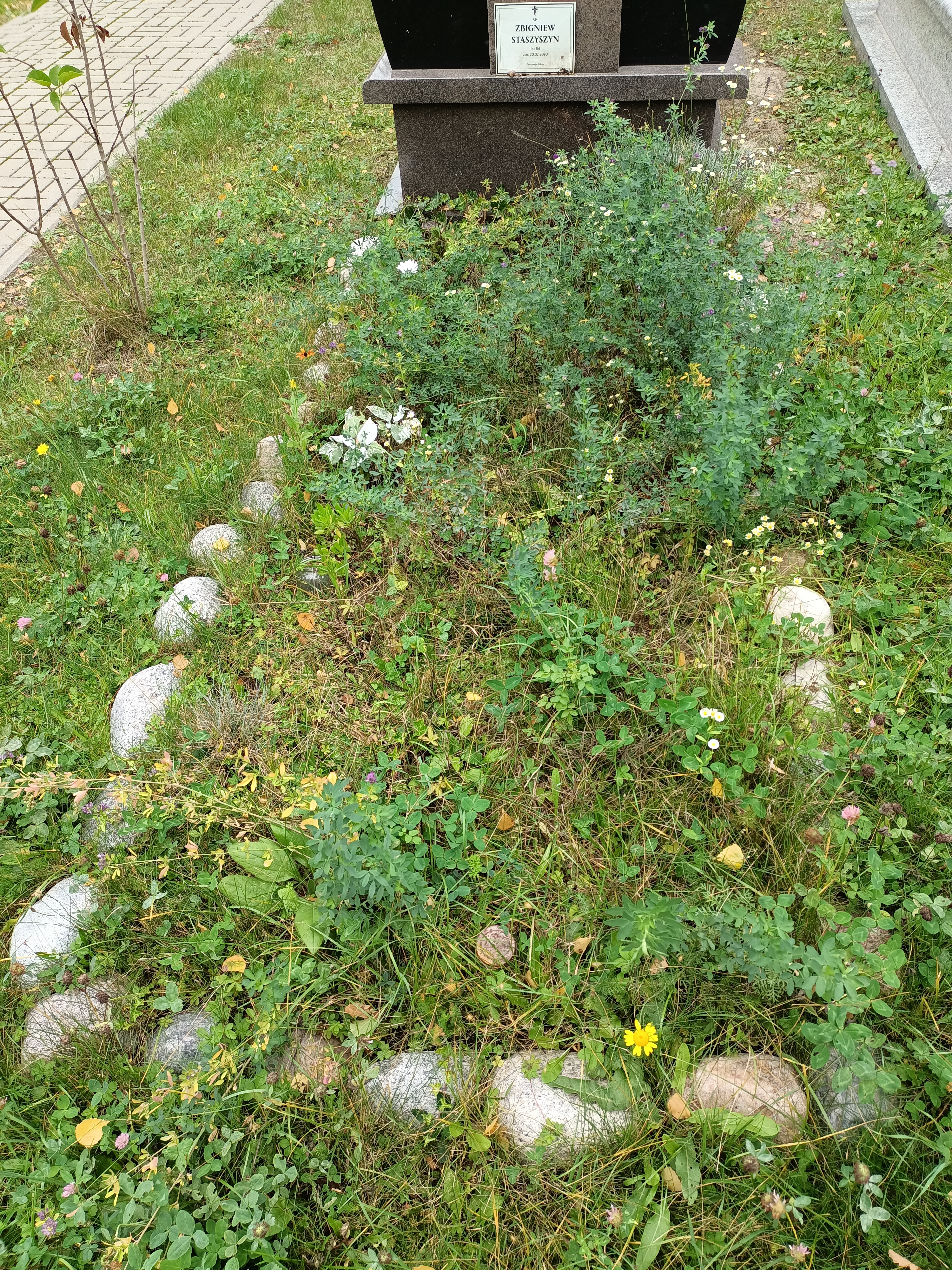
Grób Zbigniewa Staszyszyna na cmentarzu komunalnym Północnym w Warszawie

Zbigniew Aleksander Staszyszyn (ur. 26 lutego 1936 w Warszawie, zm. 20 lutego 2020 tamże) – polski artysta fotograf, uhonorowany tytułem Artiste FIAP (AFIAP). Fotoreporter Centralnej Agencji Fotograficznej. Członek rzeczywisty Okręgu Wielkopolskiego Związku Polskich Artystów Fotografików. Członek Polskiego Klubu Górskiego.

## Życiorys
Zbigniew Staszyszyn związany z wielkopolskim środowiskiem fotograficznym – mieszkał, pracował, tworzył w Poznaniu. Fotografią zainteresował się w połowie lat 40. XX wieku – wówczas (w czasach licealnych) uczestniczył w zajęciach fotograficznych drużyny harcerskiej działającej pod Otwockiem. Związany z fotografią artystyczną od początku lat 50. XX wieku – wówczas jego fotografię po raz pierwszy nagrodzono w konkursie fotograficznym organizowanym przez ogólnopolski dziennik Sztandar Młodych. Miejsce szczególne w jego twórczości zajmowała fotografia dokumentalna, fotografia górska, fotografia mody, fotografia podróżnicza, fotografia reportażowa, fotografia sportowa. Przez 30 lat był związany z poznańskim oddziałem Centralnej Agencji Fotograficznej. Po likwidacji CAF w 1991 roku – w 2002 zainicjował działalność własnej agencji SW Foto-Centrum. 
Zbigniew Staszyszyn był uczestnikiem i laureatem wielu konkursów fotograficznych w Polsce i za granicą (krajowych i międzynarodowych). Między innymi jego fotoreportaż z wojny wietnamsko-amerykańskiej został wyróżniony w konkursie World Press Photo of the Year, jego fotoreportaż z wojny wietnamsko-chińskiej w 1979 roku – otrzymał nagrodę Interpress Foto. Był pięciokrotnym laureatem Ogólnopolskiego Konkursu Fotografii Prasowej. Brał aktywny udział w Międzynarodowych Salonach Fotograficznych, organizowanych pod patronatem FIAP, zdobywając wiele akceptacji, nagród, wyróżnień, dyplomów, listów gratulacyjnych.
W 1965 roku został przyjęty w poczet członków Okręgu Wielkopolskiego Związku Polskich Artystów Fotografików. Pokłosiem udziału w Międzynarodowych Salonach Fotograficznych (pod patronatem FIAP) było przyznanie mu (w 1968) tytułu honorowego Artiste FIAP (AFIAP) – przez Międzynarodową Federację Sztuki Fotograficznej FIAP. 
Zbigniew Staszyszyn został pochowany 27 lutego 2020 na cmentarzu komunalnym Północnym w Warszawie.

## Publikacje (albumy)
- Niepokonani ... Wietnam Północny w fotografiach, Warszawa: Wydawnictwo Artystyczno-Graficzne, 1971[1][10]